# Toki: Going Ape Spit
Toki: Going Ape Spit (i Japan: JuJu伝説, JuJu Densetsu) är ett arkadspel utvecklat av TAD Corporation och lanserat 1989 av Taito. Det konverterades 1991 av Ocean i England och Frankrike till flertalet hemdatorformat (Amiga, Atari ST, C64) och av Sega till Sega Megadrive och släpptes även till NES och Atari Lynx. Spelet är ett plattformsspel och handlar om Toki, som blir förvandlad till en apa och måste rädda sin flickvän från en ond magiker vid namn Dr. Stark.